# Wängi
Wängi est une commune suisse du district de Münchwilen, dans le canton de Thurgovie.

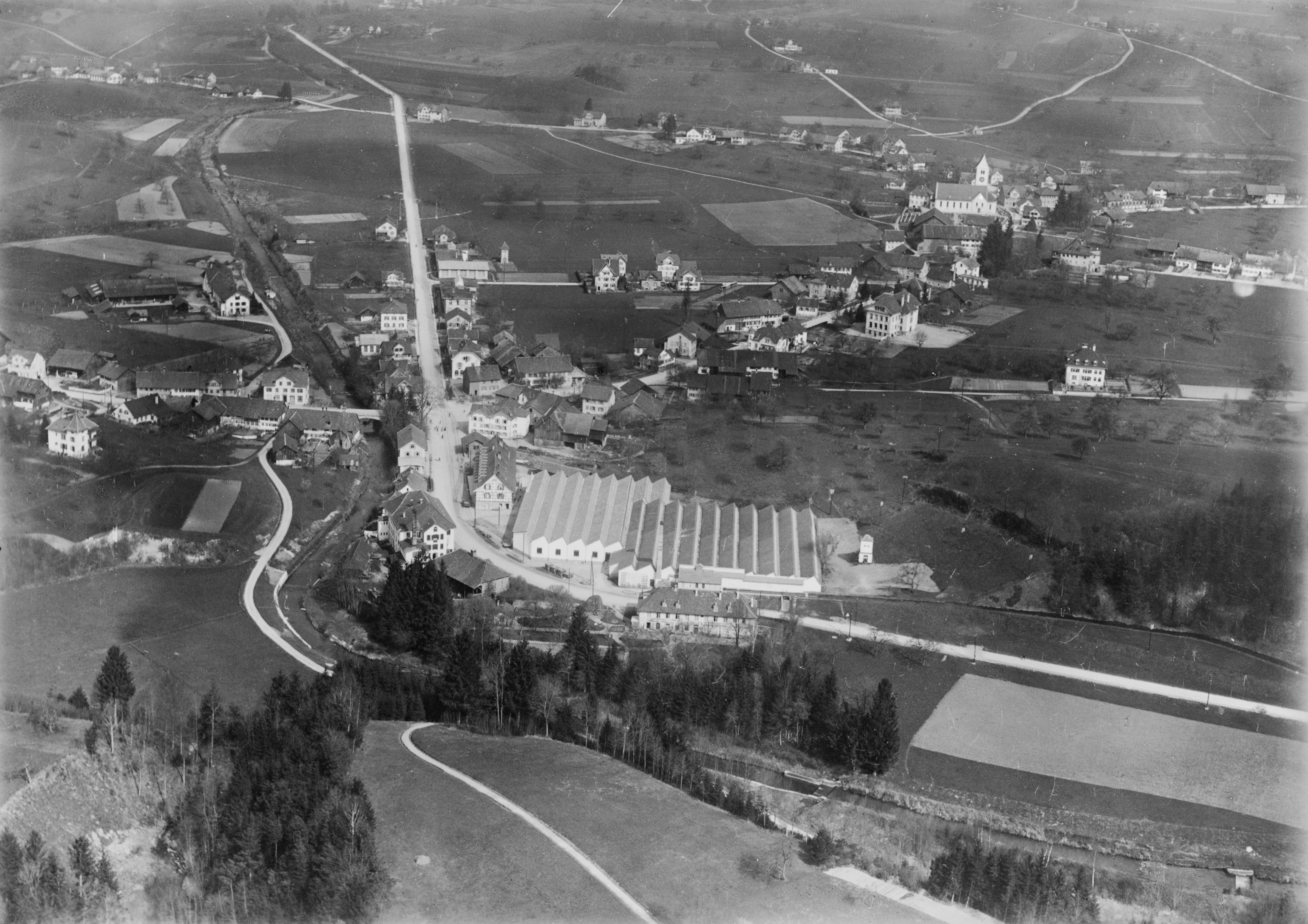
Photo aérienne prise à 200 m par Walter Mittelholzer (1920).